# Николај Нови
Свети Николај Нови је светитељ православне цркве.
По предању, рођен је у некој од земаља Истока за време цара Лава VI. Када је постао пунолетан, пријавио се у Царску војску, са чином војводе. Његове дужности су укључивале менталну и физичку обуку својих војника. Научио их је да се моле, да никоме не криве и да траже помоћ Христову против својих непријатеља.
Православна црква га сматра светитељем и празнује његов спомен 9. маја.

## Живот
Николајеви војници нису морали да се обрачунају само са својим непријатељима, већ и са унутрашњим непријатељима Царства. Једног дана је Лав Иконоборац послао Николаја да угуши побуну и успостави ред. Побуна није добро прошла и много невиних људи је страдало. Када је видео шта се тамо дешава, узео је 12 својих људи и повукао се са њима у планине Тесалије у крај где је живело неколико подвижника. Они су живели следећи начин живота осталих подвижника до дана када су Авари стигли у Тесалију и ухватили Николаја и његове војнике, које су поклали.
Сам Николај је био утамничен и покушано је да га преобрате јер су Авари желели да га натерају да се одрекне хришћанства. У почетку су му нудили новац, али и позиције, али на крају, како Николај није одустао, бацили су га у тамницу. Најзад су му 9. маја 720. године посекли главу и оставили његово тело на месту убиства. Много година касније, губавац по имену Еуфимијан га је пронашао и приметио да његово мртво тело добро мирише. Чим се приближио телу, одмах је био излечен од своје болести. Да би угодио умрлом Николају, он је на том месту сахранио његово тело и временом подигао храм у име Светог Николе.
Током мучења Николај је био везан за нека дрвећа и данас се прича да из њега тече црвена течност коју зову „Крв“. По предању, „ова течност када се користи са вером, има лековита својства и чини чуда за оболеле од кожних болести и кефалопоније“.
Николаја православна црква сматра светитељем и данас се његова мошти чувају у цркви Светог Николаја Новог у Теби.